# РАФ-33111
РАФ-33111 — советский малотоннажный бортовой грузовик выпускавшийся на Рижской автобусной фабрике. Первый опытный образец появился в 1989 году. Серийно автомобиль выпускался с 1991 по 1995 год. Большинство автомобилей поставлялись с тентованным верхом, но были и простые бортовые версии.

## История

### Конец 1980-х — начало 1990-х
РАФ-33111 был создан на базе микроавтобуса РАФ-2203 «Латвия», использовавшегося повсеместно — от маршрутных такси и «скорых» до служебного транспорта и личных автомобилей, из-за чего у РАФ-33111 были проблемы с постоянно перегруженным передним мостом, и в целом авто было не очень хорошего качества.
Внешне РАФ-33111 отличался новой передней частью. Изменилась решетка радиатора, бампер и оптика. Это придало автомобилю более современный вид. В салоне улучшили отделку, эргономику и шумоизоляцию.
Инженеры РАФ работали над улучшением подвески, тормозной системы и системы охлаждения двигателя. Были предприняты попытки повысить надежность и ресурс различных узлов и агрегатов. Иногда, в частности, устанавливали дисковые тормоза на передней оси.
В РАФ-33111 старались улучшить активную и пассивную безопасность. Были усилены элементы кузова, улучшена обзорность.
РАФ надеялся на экспорт РАФ-33111 за границу, поэтому в конструкции учитывались зарубежные требования безопасности и комфорта.

### Производство в эпоху перемен (распад СССР)
Выпуск РАФ-33111 пришелся на период глубокого экономического кризиса в СССР. После обретения независимости Латвией 6 сентября 1991 года РАФ стал акционерным обществом. Из-за перехода с плановой на рыночную экономику цены на сырьё и энергоносители сразу выросли, а качество и потребительские свойства продукции не улучшились. Производство шло себе в убыток. Хотя в новой России и Украине машины скорой помощи на базе РАФ-2203 «Латвия» ещё пользовались спросом, надежда на будущее у компании угасала.
После открытия границ на рынок хлынули подержанные и новые иностранные микроавтобусы, которые предлагали более высокий уровень комфорта и надежности. РАФ не мог конкурировать с ними на равных.
РАФ-33111 выпускался в небольших количествах и быстро устарел на фоне конкурентов.

### Конец истории РАФ
В 1998 году Рижская автобусная фабрика обанкротилась и была ликвидирована, производство автомобилей было остановлено.
Из-за малого количества произведённых машин, сохранившиеся экземпляры РАФ-33111 представляют интерес для коллекционеров и любителей ретро-автомобилей.